# Грицов Іван Іванович
Іван Іванович Грицов (19 січня 1903, село Кочкіно, тепер у складі села Хохлово Валуйського району Бєлгородської області, Російська Федерація — 26 січня 1984, місто Валуйки Валуйського району Бєлгородської області, Російська Федерація) — радянський діяч, колгоспник колгоспу імені Калініна Валуйського району Курської (Бєлгородської) області. Депутат Верховної ради СРСР 2-го скликання. Герой Радянського Союзу (20.12.1943).

## Життєпис
Народився в селянській родині. Закінчив початкову школу, працював бригадиром у колгоспі імені Калініна Валуйського району Курської області.
У вересні 1941 року призваний на службу до Робітничо-селянської Червоної армії. З липня 1942 року — на фронтах німецько-радянської війни. Служив сапером 109-го окремого інженерно-саперного батальйону 5-ї інженерно-саперної бригади 57-ї армії Степового фронту. Відзначився під час битви за Дніпро.
Під час переправи через Дніпро передових частин 36-ї гвардійської стрілецької дивізії в районі села Сошинівка Верхньодніпровського району Дніпропетровської області Грицов був кермовим та старшим розрахунку першого човна. Він успішно переправляв десантників на західний берег Дніпра. Тільки в ніч з 25 на 26 вересня 1943 року Грицов переправив 172 бійці, 4 гармати, 6 мінометів, комплект боєприпасів. Згодом також переправляв бойову техніку дивізії на поромі.
Указом Президії Верховної Ради СРСР від 20 грудня 1943 року за «зразкове виконання бойових завдань командування на фронті боротьби з німецькими загарбниками та виявлені при цьому мужність і героїзм» червоноармійцю Івану Івановичу Грицову присвоєно звання Героя Радянського Союзу з врученням ордена Леніна і медалі «Золота Зірка».
Член ВКП(б) з 1944 року.
Після закінчення війни у званні старшого сержанта Грицов був демобілізований. Повернувся до рідного села.
Працював колгоспником, бригадиром колгоспу імені Калініна Валуйського району Курської (з 1954 року — Бєлгородської) області.
Потім був завідувачем дорожнього відділу виконавчого комітету Валуйської районної ради депутатів трудящих Бєлгородської області.
Помер 26 січня 1984 року.

## Звання
- старший сержант

## Нагороди
- Герой Радянського Союзу (20.12.1943)
- орден Леніна (20.12.1943)
- дві медалі «За відвагу» (30.09.1943, 16.10.1943)
- медаль «За оборону Сталінграда»
- медаль «За перемогу над Німеччиною у Великій Вітчизняній війні 1941—1945 рр.»
- медаль «За доблесну працю. В ознаменування 100-річчя з дня народження Володимира Ілліча Леніна» (1970)
- медалі